# 횡성군수
횡성군수는 강원특별자치도 횡성군의 군수이다.

## 역대 횡성군수
| 대수   | 이름   | 임기 | 비고1    | 비고2           |
| ------ | ------ | ---- | -------- | --------------- |
| 제1대  | 방흥범 |      |          | 강원도 횡성군수 |
| 제2대  | 김동선 |      |          | 강원도 횡성군수 |
| 제3대  | 김동준 |      |          | 강원도 횡성군수 |
| 제4대  | 이영배 |      |          | 강원도 횡성군수 |
| 제5대  | 양기수 |      |          | 강원도 횡성군수 |
| 제6대  | 함기성 |      |          | 강원도 횡성군수 |
| 제7대  | 심경섭 |      |          | 강원도 횡성군수 |
| 제8대  | 이정종 |      |          | 강원도 횡성군수 |
| 제9대  | 장봉후 |      |          | 강원도 횡성군수 |
| 제10대 | 이종호 |      |          | 강원도 횡성군수 |
| 제11대 | 방희석 |      |          | 강원도 횡성군수 |
| 제12대 | 김병규 |      |          | 강원도 횡성군수 |
| 제13대 | 김재기 |      |          | 강원도 횡성군수 |
| 제14대 | 박석권 |      |          | 강원도 횡성군수 |
| 제15대 | 김원희 |      |          | 강원도 횡성군수 |
| 제16대 | 김승길 |      |          | 강원도 횡성군수 |
| 제17대 | 김형기 |      |          | 강원도 횡성군수 |
| 제18대 | 유은재 |      |          | 강원도 횡성군수 |
| 제19대 | 정기훈 |      |          | 강원도 횡성군수 |
| 제20대 | 주우영 |      |          | 강원도 횡성군수 |
| 제21대 | 정기훈 |      |          | 강원도 횡성군수 |
| 제22대 | 전영호 |      |          | 강원도 횡성군수 |
| 제23대 | 김오영 |      |          | 강원도 횡성군수 |
| 제24대 | 김운기 |      |          | 강원도 횡성군수 |
| 제25대 | 현영환 |      |          | 강원도 횡성군수 |
| 제26대 | 이형준 |      |          | 강원도 횡성군수 |
| 제27대 | 유재규 |      |          | 강원도 횡성군수 |
| 제28대 | 장재현 |      |          | 강원도 횡성군수 |
| 제29대 | 한상철 |      |          | 강원도 횡성군수 |
| 제30대 | 유재규 |      |          | 강원도 횡성군수 |
| 제31대 | 조원혁 |      |          | 강원도 횡성군수 |
| 제32대 | 김세기 |      |          | 강원도 횡성군수 |
| 제33대 | 권혁신 |      |          | 강원도 횡성군수 |
| 제34대 | 김세기 |      |          | 강원도 횡성군수 |
| 제35대 | 유재규 |      |          | 강원도 횡성군수 |
| 제36대 | 김남성 |      |          | 강원도 횡성군수 |
| 제37대 | 장순일 |      |          | 강원도 횡성군수 |
| 제38대 | 조태진 |      | 민선 1기 | 강원도 횡성군수 |
| 제39대 | 조태진 |      | 민선 2기 | 강원도 횡성군수 |
| 제40대 | 조태진 |      | 민선 3기 | 강원도 횡성군수 |
| 제41대 | 한규호 |      | 민선 4기 | 강원도 횡성군수 |
| 제42대 | 고석용 |      | 민선 5기 | 강원도 횡성군수 |
| 제43대 | 한규호 |      | 민선 6기 | 강원도 횡성군수 |
| 제44대 | 한규호 |      | 민선 7기 | 강원도 횡성군수 |
| 제45대 | 장신상 |      | 민선 7기 | 강원도 횡성군수 |
| 제46대 | 김명기 |      | 민선 8기 | 강원도 횡성군수 |

## 같이 보기
- 횡성군수 선거